# Natália Pereira
Natália Pereira, född 4 april 1989 i Ponta Grossa, är en brasiliansk volleybollspelare. Pereira blev olympisk guldmedaljör i volleyboll vid sommarspelen 2012 i London.

## Klubbar
| År        | Klubb                               |
| --------- | ----------------------------------- |
| 2004-2005 | Automóvel Clube de Campos           |
| 2005-2006 | CD Macaé Sports                     |
| 2006-2009 | ADC Bradesco                        |
| 2009-2011 | Osasco Voleibol Clube               |
| 2011-2013 | Rio de Janeiro Vôlei Clube          |
| 2013-2014 | Campinas Voleibol Clube             |
| 2014-2016 | Rio de Janeiro Vôlei Clube          |
| 2016-2018 | Fenerbahçe SK                       |
| 2018-2019 | Minas Tênis Clube                   |
| 2019-2020 | Eczacıbaşı SK                       |
| 2020-2021 | ZHVK Dinamo Moskva                  |
| 2021-2022 | Pallavolo Scandicci Savino Del Bene |
| 2022-     | ZHVK Dinamo Moskva                  |